# Бои за Мирноград
Бои за Мирноград — бои за город Мирноград (Димитров) в Донецкой области Украины, начавшиеся 28 июля 2025 года..

## Ход событий
После отступления ВСУ из Авдеевки 16 февраля 2024 года российские военные начали быстрое продвижение в сторону городов Покровска и Мирнограда. В конце лета этого же года российская армия вплотную приблизилась к Мирнограду после взятия Новогродовки и сёл в районе этого города. Российская армия также пыталась перерезать трассу "Покровск–Константиновка". После этого наступление российской армии в этом направлении замедлилось, и продвижение шло в основном в сторону Покровска. Лишь в мае 2025 года восточнее Мирнограда началось новое наступление, в ходе которого удалось перерезать трассу и полуокружить Мирноград, позже уже начав заходить в город.